# Куприянов, Борис Леонидович
Бори́с Леони́дович Куприя́нов (род. 20 октября 1949, Остров, Псковская область) — священник Русской Православной Церкви, митрофорный протоиерей; настоятель Казанской церкви в посёлке Александровская Санкт-Петербурга; поэт.

## Биография
Родился в семье десантника, кавалера трёх орденов Красной Звезды. В семье было четверо братьев. С 1959 по 1965 год проживал в Ратенове (ГДР), затем во Франкфурте-на-Одере. В 1965 году семья переехала в Пушкин, где Борис через два года окончил среднюю школу. Обучался на режиссёрском отделении Института культуры имени Крупской. Работал каменщиком (получил 3-й разряд), затем библиотекарем и, наконец, лесником.
В 1966 году начал выступать со своими стихотворениями в Пушкине и Павловске. Занимался в литературном объединении у Т. Г. Гнедич. С 1968 по 1970 год состоял в Центральном литературном обществе при Союзе писателей. В 1970-е—1980 годы интенсивно публиковался в самиздате (журналы «Часы», «Майя», «Третья волна», «Стрелец», «Neue Russische Literatur»).
Голос Бориса Куприянова напоминает Царскосельские парки после войны — один из них был искорежен боями, другой — заброшен. Сочетание бессмертной красоты и бессмертного ужаса. Это же сочетание — красоты и ужаса — и в стихах Куприянова. Они будто набормотаны во время долгих вечерних или ночных метаний по отдаленным аллеям этих старинных парков.Дар Д.Я.
9 сентября 1990 года рукоположен во диакона к Софийскому собору в Царском Селе, с 7 июля 1991 года — священник. Одновременно с рукоположением отошёл от занятий литературой. В 1997 году стал настоятелем Казанской церкви в посёлке Александровская Санкт-Петербурга. Возведён в сан протоиерея, в 2012 году был награждён правом ношения митры.

## Публикации
- Время встречи. Роман в стихах (1976—1981). — СПб.: Изд-во Виктора Немтинова, 2005. — 52 с. [репринт издания: Л.; Париж: Беседа, 1989.]